# Afrikansk gräsuggla
Afrikansk gräsuggla (Tyto capensis) är en uggla inom familjen tornugglor som lever i södra Afrika.

## Utseende
Afrikansk gräsuggla är större än sin släkting tornugglan och ovansidan, som är mörkt brun kontrasterar mer gentemot den vitaktiga undersidan. Ansiktet är också rundare än hos tornugglan.

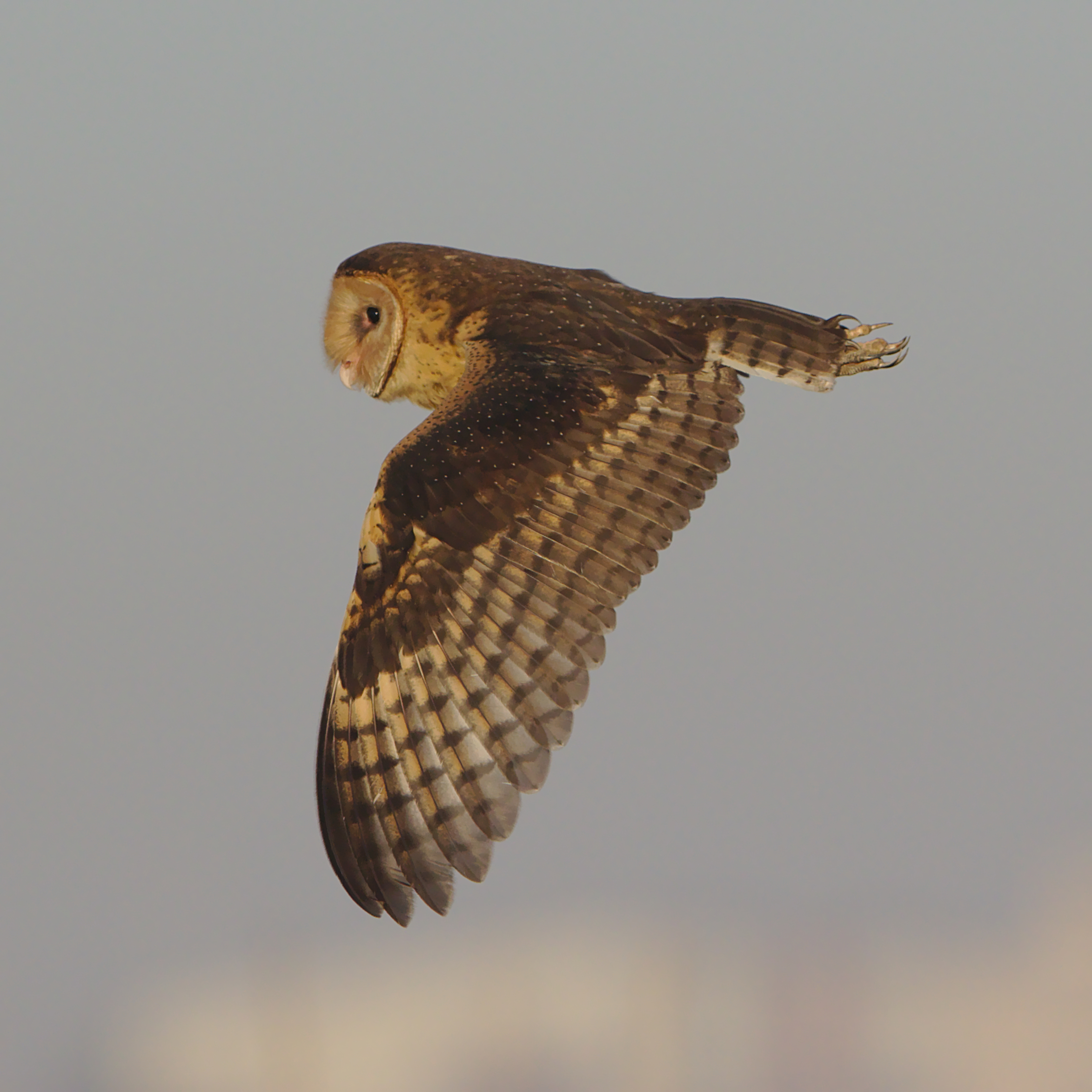

## Utbredning och systematik
Fågeln förekommer i fuktiga gräsmarker i Afrika söder om Sahara. Den behandlas antingen som monotypisk eller delas in i två underarter med följande utbredning:
- Tyto capensis cameroonensis – högländer i Kamerun
- Tyto capensis capensis – Republiken Kongo och norra Angola österut till södra Uganda och västra Kenya, sedan söderyt från sydöstra Demokratiska Republiken Kongo och västra Tanzania till östra Sydafrika

## Levnadssätt
Arten behöver en viss typ av hög gräsmarksvegetation, som den som finns på platån highveld i Sydafrika, och ofta nära våtmarker. Den häckar och vilar på marken där den bygger gångar och tunnlar i gräset. Den trycker länge om den blir störd och landar ganska snabbt igen i gräset när den väl flyger upp. Den är främst nattaktiv och börjar jaga kort efter skymningen. Den lever främst av gnagare, speciellt råttor inom släktet Otomys, men även fågel, kräldjur, grodor och insekter.

## Hot och status
Afrikansk gräsuggla har ett mycket stort utbredningsområde och kategoriseras inte som hotad av IUCN. Dock finns det lokala populationer, exempelvis den sydafrikanska, som kategoriseras som sårbar (VU), där den lokalt är utdöd. Habitatförlust utgör det största hotet mot arten.